# Rockstar Vienna
Rockstar Vienna, nota come Neo Software Produktions fino al 2003, è stata un'azienda austriaca dedita allo sviluppo di videogiochi con sede nella città di Vienna, fondata il 4 gennaio 1993 da Peter Baustädter e chiusa l'11 maggio 2006.
Tra il 2003 e il 2006 ha fatto parte del gruppo Rockstar Games, dopo l'acquisizione di Take Two Interactive.

## Storia
Prima del 2003, l'azienda sviluppò videogiochi come Whale's Voyage, Whale's Voyage II, Rent-a-Hero, Alien Nations e The Sting!; nell'ultimo periodo di vita, invece, si occupò di convertire su console alcuni titoli per computer come Max Payne e Max Payne 2.
L'11 maggio 2006 Take-Two Interactive chiuse Rockstar Vienna senza nessuna comunicazione preventiva; agli impiegati dell'azienda fu addirittura impedito l'accesso agli uffici dal personale di sicurezza.
Il 17 gennaio 2007 Peter Baustädter annunciò ufficialmente la formazione di una nuova società, la Games That Matter Productions.

## Videogiochi
| Anno | Videogioco        | Piattaforma/e |
| ---- | ----------------- | ------------- |
| 1993 | Whale's Voyage    | MS-DOS        |
| 1995 | Whale's Voyage II | MS-DOS        |
| 1998 | Rent-a-Hero       | Windows       |
| 1999 | Alien Nations     | Windows       |
| 2001 | The Sting!        | Windows       |